# 伊号第六十一潜水艦
|          | |
| 艦歴     | |
| 計画     | 大正12年度艦艇補充計画                                                                                              |
| 起工     | 1926年11月15日 |
| 進水     | 1927年11月12日 |
| 就役     | 1929年4月6日 |
| その後   | 1941年10月2日沈没                                                                                                   |
| 除籍     | 1942年4月1日 |
| 性能諸元 | |
| 排水量   | 基準：1,635トン 常備：1,720トン 水中：2,300トン                                                                     |
| 全長     | 97.70m |
| 全幅     | 7.80m |
| 吃水     | 4.83m |
| 機関     | ラ式2号ディーゼル2基2軸 水上：6,000馬力 水中：1,800馬力                                                             |
| 速力     | 水上：20.0kt 水中：8.5kt                                                                                            |
| 航続距離 | 水上：10ktで10,800海里 水中：3ktで60海里                                                                            |
| 燃料     | 重油：230t |
| 乗員     | 58名 |
| 兵装     | 40口径十一年式12cm単装砲1門 留式7.7mm機銃1挺 53cm魚雷発射管 艦首4門、艦尾2門 八九式魚雷14本 Kチューブ（水中聴音機） |
| 備考     | 安全潜航深度：60m                                                                                                   |

伊号第六十一潜水艦（いごうだいろくじゅういちせんすいかん）は、日本海軍の潜水艦。伊百六十二型潜水艦（海大IV型）の1番艦。太平洋戦争開戦直前、衝突事故により沈没。

## 艦歴
- 1926年（大正15年）11月15日 - 三菱神戸造船所で起工。
- 1927年（昭和2年）11月12日 - 進水
- 1929年（昭和4年）4月6日 - 竣工。佐世保鎮守府籍
  - 4月24日 - 伊62と共に第29潜水隊を編成[3][4]。
- 1932年（昭和7年）11月1日 - 1934年6月まで予備艦となる[4]。
- 1938年（昭和13年）6月1日 - 艦型名を伊六十一型に改正[5]。
- 1939年（昭和14年）3月11日 - 三田尻沖で駆逐艦「矢風」と衝突し損傷。修理を行う[3]。
- 1940年（昭和15年）3月20日 - 第29潜水隊（伊61、伊62、伊64）は佐世保で第三予備艦となる[4]。
- 1941年（昭和16年）1月8日 - 足摺岬南方で「杭州丸」と触衝事故を起す[3]。
  - 10月2日 - 古志岐水道北方海面で訓練中、反航の特設砲艦「木曾丸」に衝突され沈没[3]。
  - 10月31日 - 第四予備艦となり第29潜水隊から除かれる。
- 1942年（昭和17年）1月20日 - 船体引き揚げ。
  - 4月1日 - 除籍。

## 沈没の状況
1941年（昭和16年）10月2日、佐世保を特設潜水母艦「りおでじゃねろ丸」と共に出航し、艦隊集合地点の山口県室積沖を目指して航行していた。23時21分頃、壱岐水道烏帽子島灯台西方付近で、長崎橘港へ向かっていた特設砲艦「木曾丸」に衝突され沈没。同乗の第29潜水隊司令・久米幾次中佐、広川艦長以下70名が殉職した。衝突の主な原因は「木曾丸」が「りおでじゃねろ丸」を反航した後に目にした赤灯を、小型船と誤認して航行を続けたことにあった。及川古志郎海軍大臣から報告を受けた昭和天皇は、鮫島具重侍従武官を連合艦隊に派遣している。

## 歴代艦長
※『艦長たちの軍艦史』428頁による。

### 艤装員長
- 吉富説三 少佐：1928年5月16日 - 1929年4月6日

### 艦長
- 吉富説三 少佐：1929年4月6日 - 11月5日
- 中邑元司 少佐：1929年11月5日 - 1931年12月1日
- 林一雄 少佐：1931年12月1日 - 1934年6月1日
- 小野良二郎 少佐：1934年6月1日 - 1935年11月15日
- 畑中純彦 少佐：1935年11月15日 -
- （兼）大竹寿雄 中佐：1936年1月27日 - 1936年2月15日
- 藤井明義 少佐：1936年2月15日 - 1936年6月30日
- 石川信雄 少佐：1936年6月30日 - 1937年12月1日[7]
- 松村寛治 少佐：1937年12月1日 - 1938年11月15日
- 大畑正 少佐：1938年11月15日 - 1939年11月15日[8]
- 上野利武 少佐：1939年11月15日 - 1940年3月20日[9]
- （兼）小川綱嘉 少佐：1940年3月20日[9] - 1940年4月15日[10]
- 中村省三 少佐：1940年4月15日 - 1940年10月15日[11]
- 広川隆 少佐：1940年10月15日 - 1941年10月2日殉職